# Народна банка Аустрије
Народна банка Аустрије (OeNB) је централна банка Аустрије и саставни део Европског система централних банака. Као таква, она утиче на доношење одлука о монетарној и економској политици Аустрије и Еврозоне. Организована је као акцијска корпорација.
Основана је 1. јуна 1816, а њено седиште се налази у Бечу. Садашњи гувернер Народне банке Аустрије је Евалд Новотни.